# Wilhelm Moufang
Wilhelm Moufang (* 4. Oktober 1895 in Heidelberg; † 21. Januar 1989 in Neckargemünd) war ein deutscher Jurist, Kunstsammler, Autor und Astrologe.

## Familie

### Mainzer Vorfahren
Zu Wilhelm Moufangs bedeutenden Mainzer Vorfahren gehören Friedrich Lennig, Adam Franz Lennig, Christoph Moufang und der Religionshistoriker und Indologe Edmund Georg Nicolaus Hardy. Wilhelm Moufang seniors Schwester, Wilhelmine Katharina Moufang, war vermählt mit Nicola Racke.

### Eltern und Geschwister
Wilhelm Moufangs Eltern waren Wilhelm Moufang senior, promovierter Jurist und Rechtsanwalt in eigener Kanzlei (* 6. Januar 1852 in Mainz; † 30. Januar 1942 in Heidelberg), und Julie Moufang geb. Stutzmann (* 14. Februar 1857 in Wiesbaden-Biebrich; † 29. September 1938 in Heidelberg).

Eugenie Boyssel ⚭ Stutzmann, die Großmutter
Marie Stutzmann, Tante von Wilhelm Moufang, Schwester der Mutter

Die Mutter Julie Moufang mit den älteren Brüdern

Wilhelm Moufang junior war der jüngste Sohn. Seine vier älteren Brüder wurden alle in Heidelberg geboren und starben alle ebenda: Nicola Moufang (* 30. Mai 1886; † 11. April 1967), Fritz Moufang (* 5. Oktober 1887; † 10. März 1906), Eugen Moufang (* 7. Januar 1889; † 15. April 1967) und Franz Moufang (* 19. April 1893; † 29. Mai 1984). Der Bruder Fritz starb schon im Alter von 19 Jahren an einer akuten Appendizitis.
Ein Großneffe Wilhelm Moufangs ist David Moufang.

### Ehe
Wilhelm Moufang war verheiratet mit der Malerin Minnie Moufang geb. Andreä (* 29. Mai 1913 in Darmstadt; † 19. August 2003 in Sandhausen). Sie hatte ihre Tochter Barbara Kempe geb. Schmehl (* 6. September 1941 in Darmstadt; † 13. September 1999 in Mannheim) mit in die Ehe gebracht.

## Werdegang

### Schulzeit, Kriegseinsatz und Studium
Wilhelm Moufang – von seiner Familie „Schwib“ genannt – besuchte das Kurfürst-Friedrich-Gymnasium Heidelberg. 1914 legte er sein Abitur an diesem altsprachlichen Gymnasium ab, wie zuvor seine vier älteren Brüder.
Gleich nach Ausbruch des Ersten Weltkrieges, am 1. August 1914, meldete sich Moufang zu den Waffen und rückte als Kriegsfreiwilliger bei dem 1. Badischen Leib-Dragoner-Regiment Nr. 20 in Karlsruhe ein. Mit sogenannten Subventionslastwagen wurden die Kriegsfreiwilligen des Regiments an die Westfront befördert. Hier diente Wilhelm Moufang als Kavallerist bis zu seiner Verwundung. Moufang kehrte als Schwer-Kriegsversehrter in die Heimat zurück, dekoriert mit dem Orden vom Zähringer Löwen, Ritter I. Klasse.
Nachdem Wilhelm Moufang von seiner Kriegsversehrung genesen war, studierte er wie seine Brüder, dem Wunsch seines Vaters entsprechend, Jurisprudenz. Er studierte an der Albert-Ludwigs-Universität Freiburg, wo er für diese Zeit im Haus seiner Tante Anna Maria Probst, geb. Moufang, einer Schwester seines Vaters Wilhelm Moufang senior, lebte. und der Ludwig-Maximilians-Universität München. Das Studium schloss er mit beiden Examina ab. Nach seiner Dissertation über Genossenschaftliche Bildungen im deutschen Buchhandel (1923) verlieh ihm die juristische Fakultät der Ruprecht-Karls-Universität Heidelberg den Doktortitel. Während seiner Freiburger Studienzeit kam er mit der Parapsychologie in Berührung.

### München und Tessin

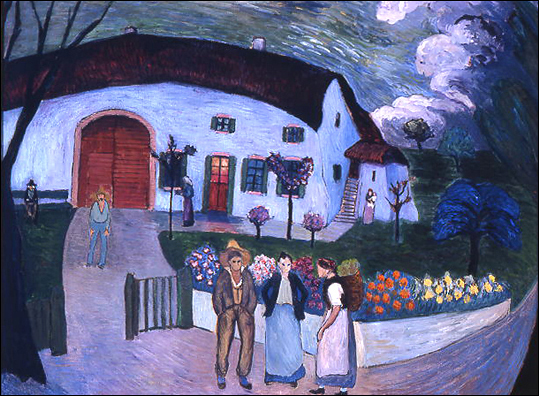
Marianne von Werefkin: La Familia, Tempera auf Malkarton, 1922

Nach seiner Promotion ging Moufang zurück nach München und arbeitete im Buch- und Kunsthandel. Das Jura-Studium war für ihn nur eine Pflichtübung gewesen. Seine Passion gehörte der Avantgarde in den Künsten: in der Bildenden Kunst, insbesondere dem deutschen Expressionismus, in der Literatur und im Theater. Er interessierte sich für Prosa und Lyrik, für wertvolle Bücher, Inkunabeln und Autographen, aber auch für Parapsychologie und Astrologie. Außerdem beschäftigte er sich mit Genealogie, unter anderem mit der Genealogie der eigenen Familie.
Während seiner Münchner Zeit suchte er Beziehungen zu Schriftstellern und Künstlern. Er schloss prägende Kontakte zum Künstlerkreis um Gabriele Münter. Die Zeit zwischen den Kriegen verbrachte er überwiegend im Tessin, unterbrochen von Aufenthalten in Berlin und Heidelberg. In Ascona stand er mit Marianne von Werefkin in Verbindung.
Als Schwer-Kriegsversehrter des Ersten Weltkrieges erhielt Moufang keinen Gestellungsbefehl zum Einsatz im Zweiten Weltkrieg. Auch während des Zweiten Weltkrieges hielt er sich überwiegend im Tessin auf.

### Nach dem Zweiten Weltkrieg
Die Jahre nach dem Zweiten Weltkrieg verbrachte Wilhelm Moufang in Heidelberg. Er hatte schon zu Lebzeiten seines Vaters seinen Hauptwohnsitz in der elterlichen Wohnung gehabt, in der sein Vater nach dem Tode seiner Ehefrau 1938 bis zu seinem Tod 1942 gelebt hatte. In dieser Wohnung rief Wilhelm Moufang nun seine berühmt gewordenen Jours fixes ins Leben.

### Letzte Ruhe

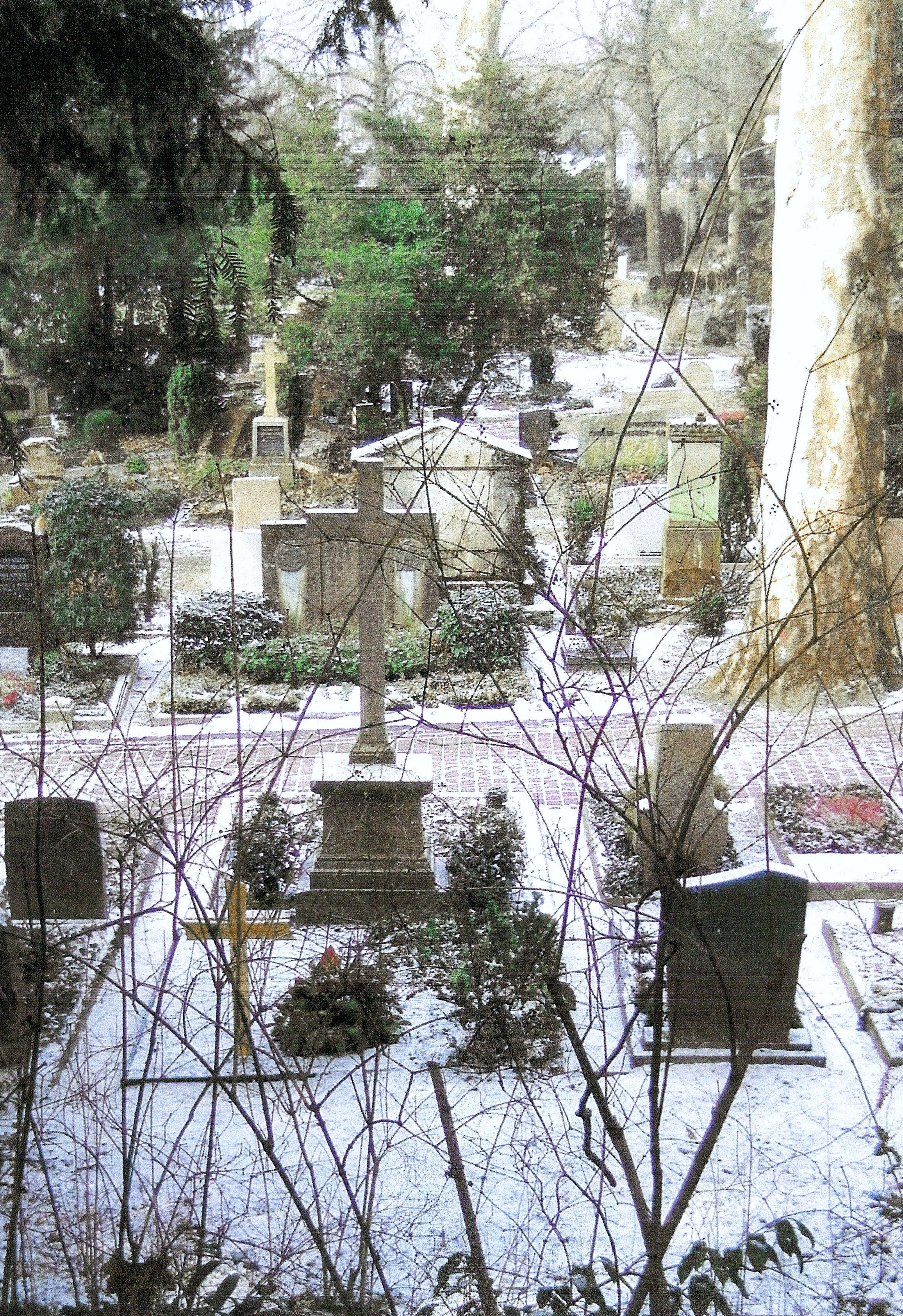
Grabstätte der Eltern von Wilhelm Moufang sowie seiner Brüder Nicola und Fritz (Blick auf die Rückseite des Grabkreuzes)

Wilhelm Moufang starb 1989 als letzter der Moufang-Brüder im Alter von 93 Jahren. Er fand seine letzte Ruhe in einem Familiengrab auf dem Heidelberger Bergfriedhof. Die denkmalgeschützte Grabanlage liegt am sogenannten Professorenweg, in der Professorenreihe (Abteilung D). Seine Ehefrau Minnie und deren Tochter aus einer vorangegangenen Ehe wurden ebenfalls hier beigesetzt.
In dieser Grabanlage fanden seit über 150 Jahren Mitglieder der Familie Moufang ihre letzte Ruhe (siehe Bilder unten). Von der mütterlichen Vorfahrenseite ruhen hier der Urgroßvater Pierre Boyssel (1776–1861) aus Moskau, geboren in Toulouse, die Großeltern Friedrich Stutzmann (1799–1881) ⚭ Eugenie Boyssel (1825–1893) und die Tante Marie Stutzmann (1850–1907).
Wilhelm Moufangs Eltern sowie seine Brüder Nicola und Fritz ruhen in einem anderen Familiengrab auf dem Heidelberger Bergfriedhof, das ebenfalls in der Professorenreihe liegt (Abbildung rechts).

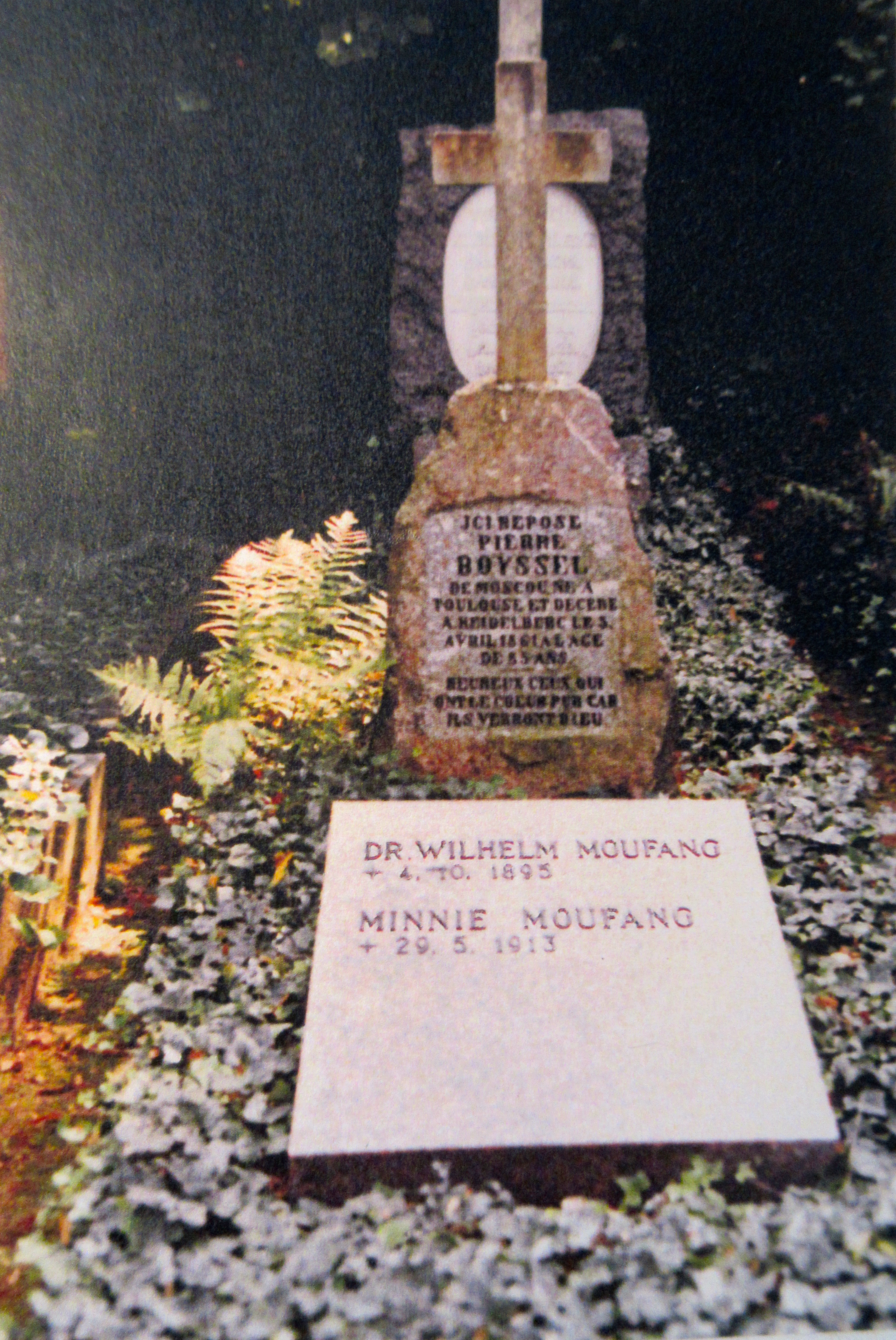
Grabplatte für Wilhelm und Minnie Moufang
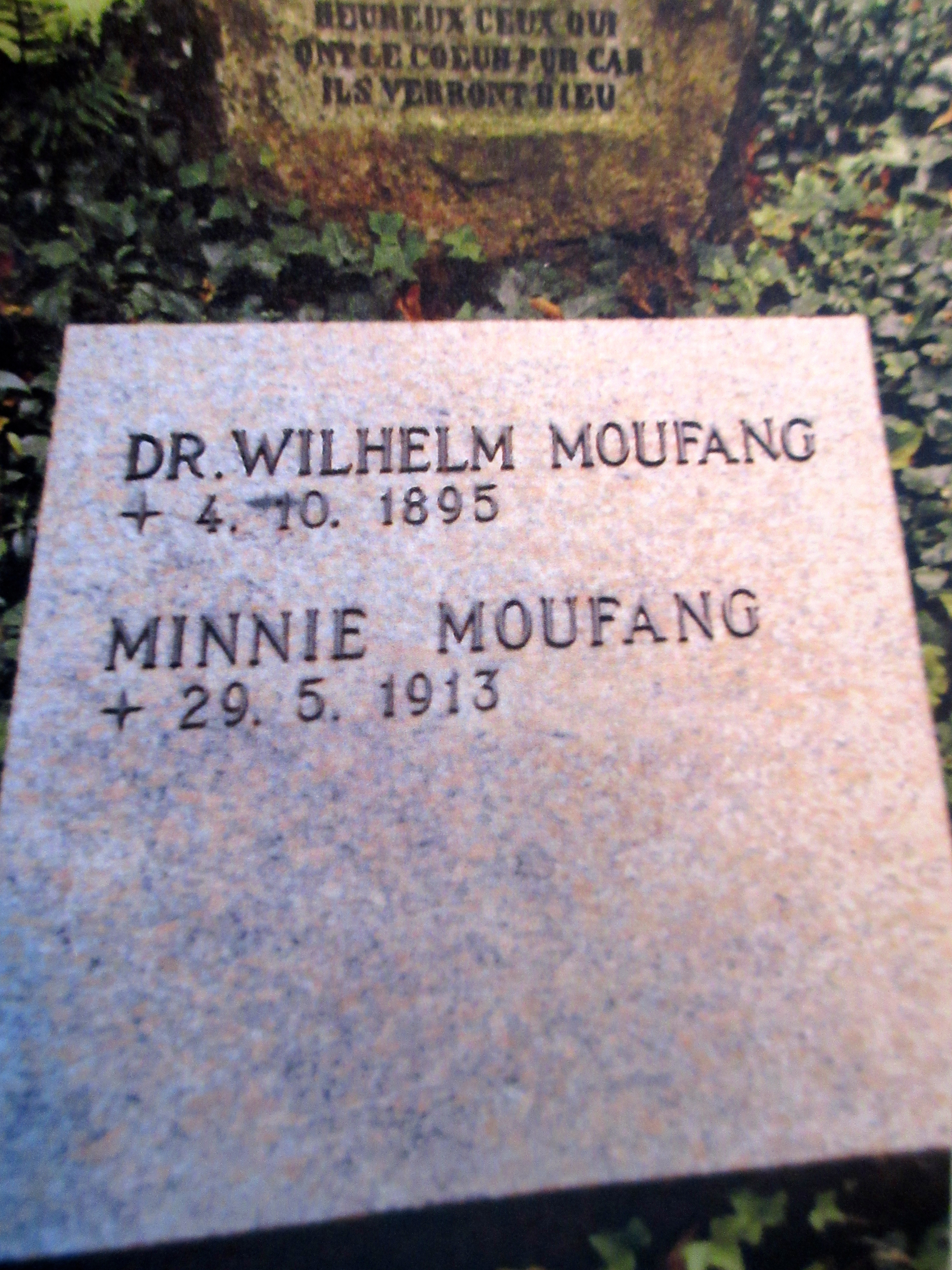
Grabplatte für Wilhelm und Minnie Moufang
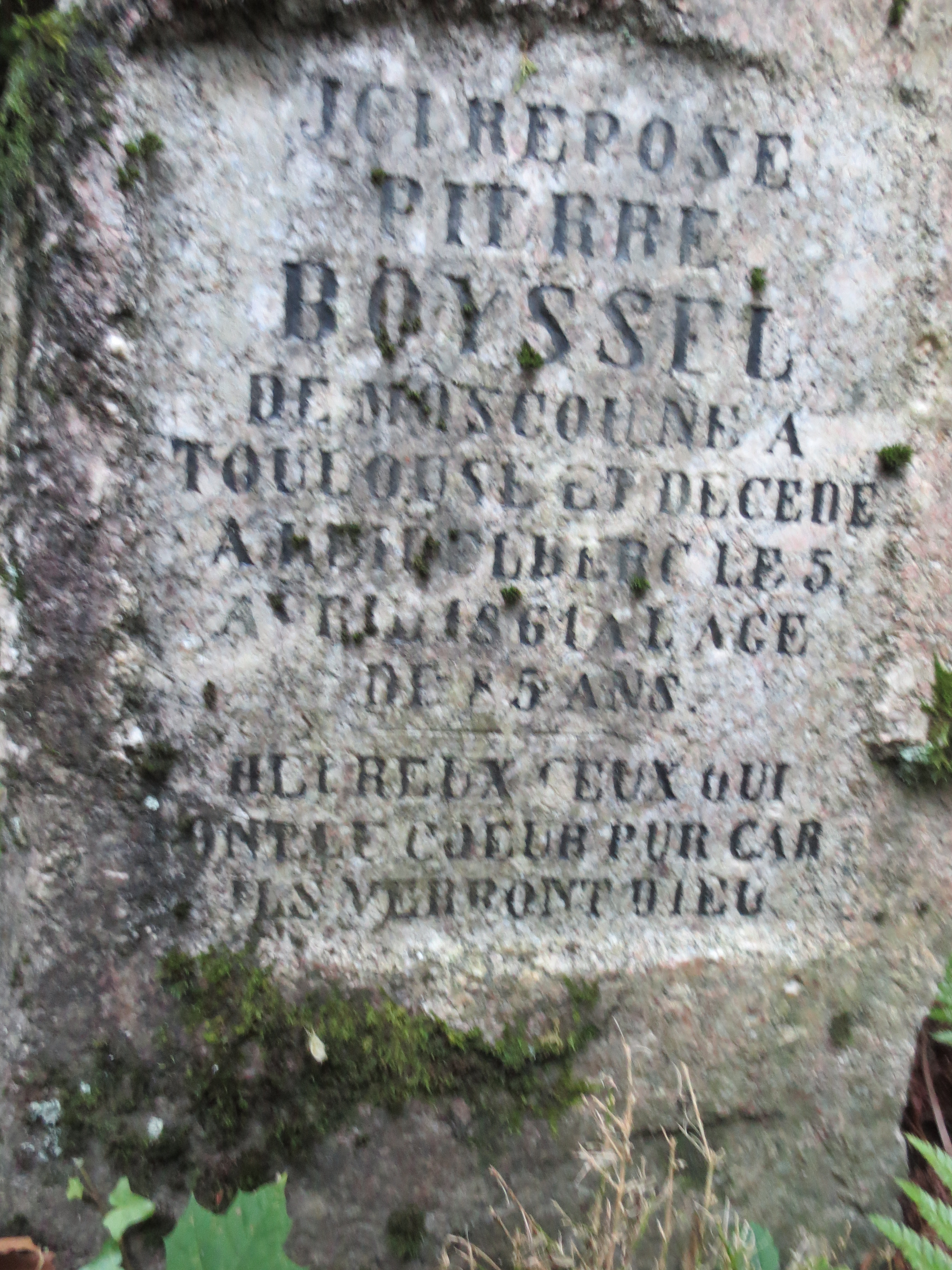
Grabmal für den Urgroßvater Pierre Boyssel
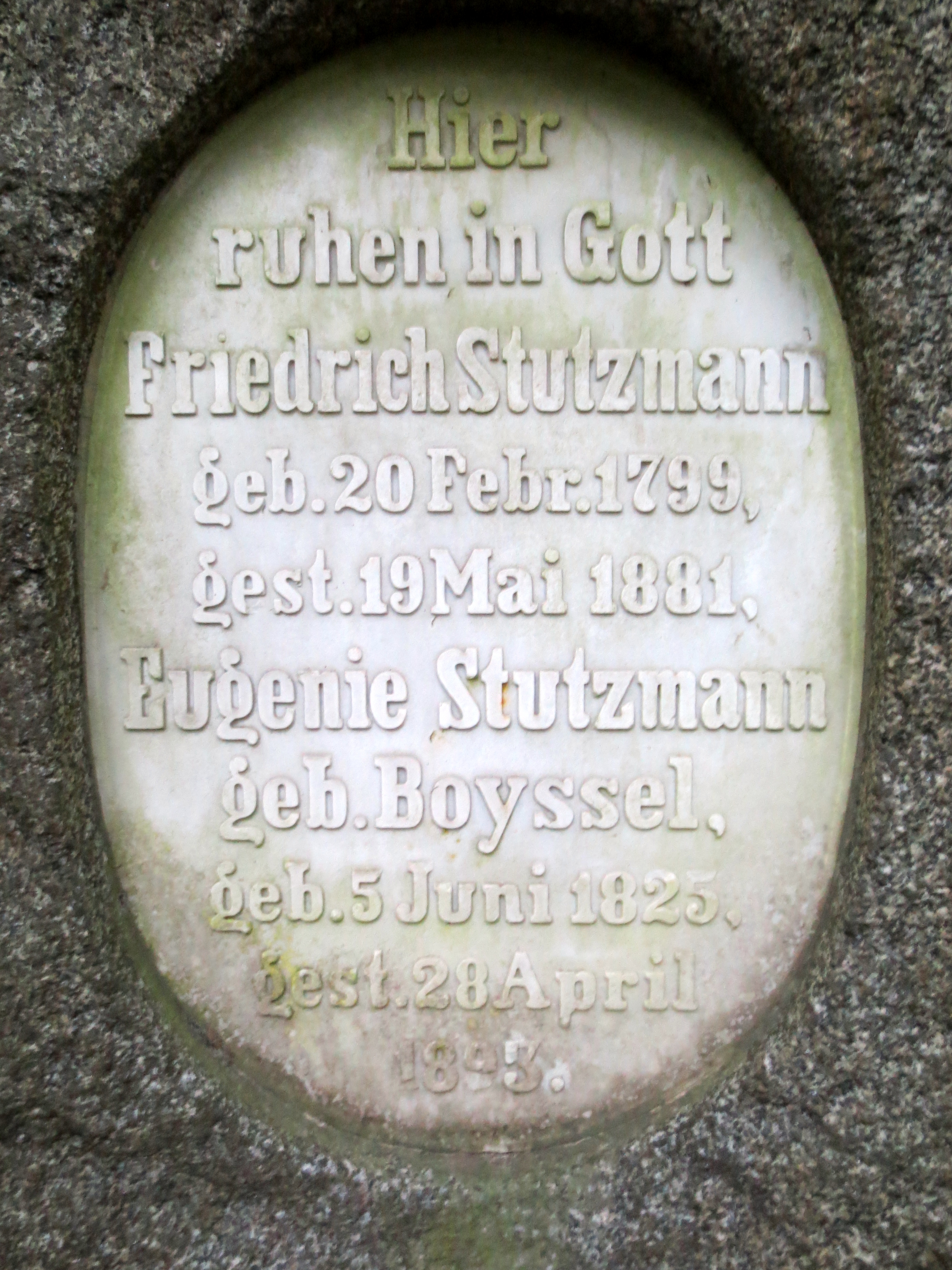
Grabmal der Großeltern Friedrich ⚭ Eugenie Stutzmann
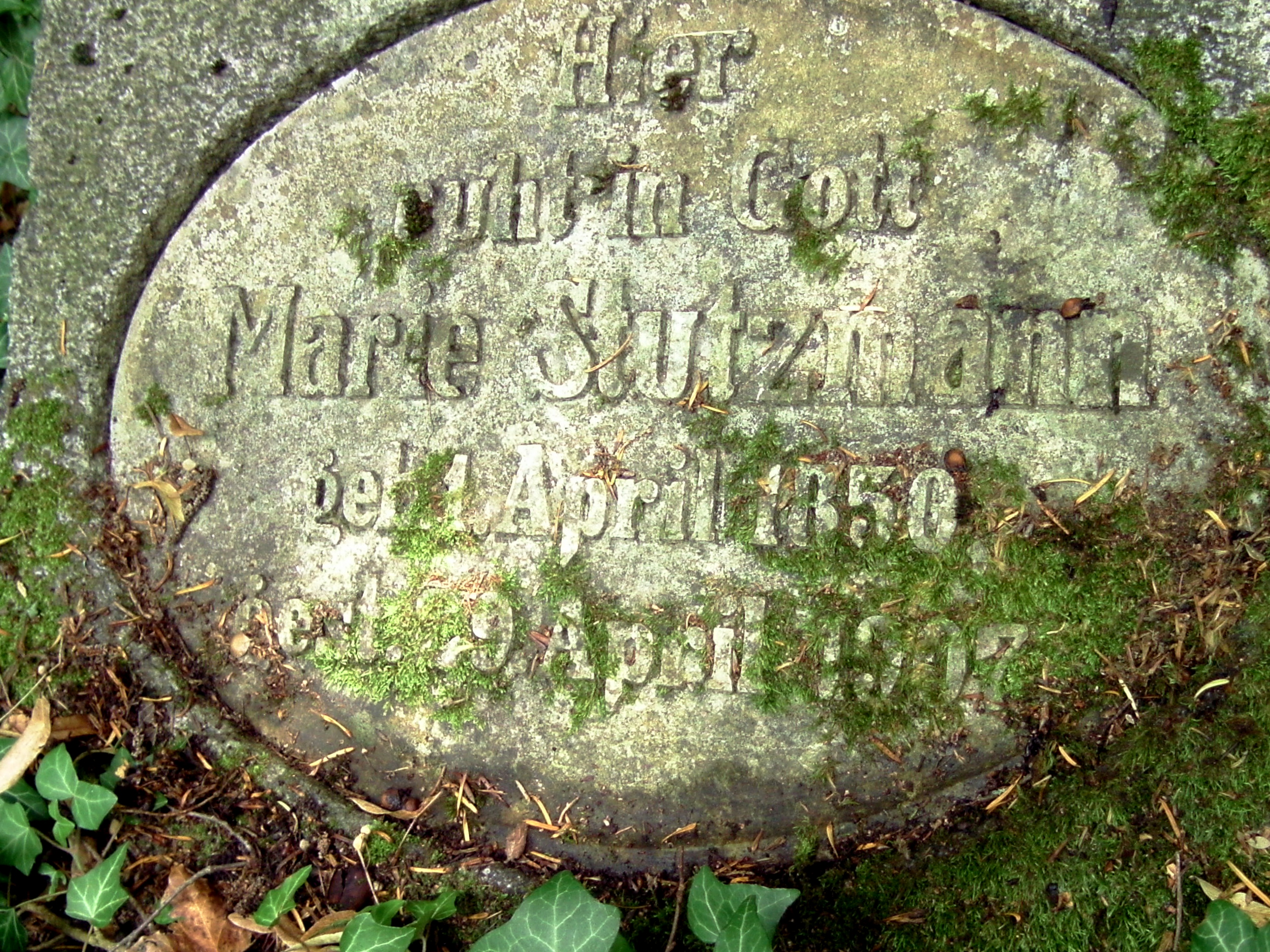
Grabmal für Marie Stutzmann, die Schwester der Mutter

## Schriften (Auswahl)
- Die gegenwärtige Lage des deutschen Buchwesens. J. Schweizer Verl., München 1921
- Schöner und gesünder. Hesse & Becker Verl., Leipzig 1939
- Alexey von Jawlensky. Müller-Druck, Ilvesheim 1950
- Mysterium der Träume. Schweizer Druck- u. Verlagshaus, Zürich 1953
- Magier, Mächte und Mysterien. Keyser, Heidelberg 1954
- Il libro dei misteri e delle potenze ignote. Hoepli, Milano 1957
- El libro de los misterios y de las potencias ocultas. De Caralt, Barcelona 1969